# Ducula pinon
Ducula pinon là một loài chim trong họ Columbidae.